# Turnera rupestris
Turnera rupestris är en passionsblomsväxtart som beskrevs av Jean Baptiste Christophe Fusée Aublet. Turnera rupestris ingår i släktet Turnera och familjen passionsblomsväxter. Utöver nominatformen finns också underarten T. r. frutescens.